# Bunicile din Plaza de Mayo
Asociația civilă Bunicile din Plaza de Mayo (în spaniolă: Asociación Civil Abuelas de Plaza de Mayo) este o organizație pentru drepturile omului care, alaturi de organizația „Mamelor din Plaza de Mayo”, și-a propus descoperirea copiilor răpiți și adoptați ilegal în anii 1976-1983 in Argentina în timpul așa numitului Război murdar în anii de dictatură. Sediul organizației se află la Buenos Aires cu filiale la Mar del Plata, La Plata, Rosario și Córdoba.
Președinta organizației este Estela Barnes de Carlotto.
Ca și organizatia Mamelor, Organizația Bunicilor din Plaza Mayo a fost întemeiată în 1977 cu scopul de a localiza copiii răpiți în timpul represiunii, unii din ei născuți de mamele lor în timpul detențiunii în închisori și care ulterior au fost făcute „dispărute”, și returnarea acestor copii la familiile biologice rămase în viață.
Se crede că în acei ani, ai dictaturii generalilor Jorge Videla și Reynaldo Bignone, au dispărut, după diverse estimări, între 9000 și 30.000 de persoane între vârstele 16-35. Circa 30% din victime erau femei, iar dintre ele circa 3% erau gravide.
În primele  două decenii de activitate a Organizației Bunicilor, cu ajutorul geneticienei americane Mary-Claire King s-a ajuns la localizarea a peste 10% din cei 500 copii estimați ca răpiți sau născuți în centrele de detențiune, și la identificarea a 71 din acești copii care au fost adoptați ilegal și a căror identitate originară fusese ascunsă. 
Până în 1998 a fost documentată identitatea a 71 copii dispăruți. Dintre ei au fost localizați 56, iar alți 7 au decedat. Bunicile din Plaza Mayo au dus la crearea Echipei de Antropologie Legală din Argentina și la înființarea Băncii Naționale de Date Genetice a Argentinei.
Cu ajutorul unor progrese recente în testarea genetică, Bunicile au reușit sa returneze 31 copii la familiile lor biologice. În alte 13 cazuri, familiile adoptive și cele biologice au consimțit să crească copiii împreună după ce au fost identificați. În legătură cu restul de 12 copii au urmat litigii între familii.
Până la iunie 2019 eforturile inițiate de Bunicile din Plaza Mayo au dus la găsirea a 130 nepoți.
Pruncii răpiți au fost in timpul „Războiului murdar” obiectul unui plan sistematic al regimului de a transfera copiii persoanelor considerate „subversive”, pentru a fi adoptați de familii de militari și de simpatizanți ai regimului, scopul declarat fiind evitarea  creșterii unei noi generații de „subversivi”.
După Comisia Interamericană pentru drepturile omului IACHR, junta militară argentiniană se temea că «angoasa generată de dispariția unora din membrii familiilor, va duce în câțiva ani la creșterea unei noi generații de persoane subversive sau de elemente cu potențial seubversiv, ceea ce ar împiedica un final eficient al „Războiului murdar”». 
Una din consecințele anchetei cazului Silvia Quintela a fost punerea în 2010 în arest a fostului dictator Jorge Videla sub mai multe capete de acuzare pentru răpiri de copii. În iulie 2012 el a fost găsit vinovat și condamnat la 15 ani de închisoare pentru rapirea sistematică de copii.

## Premii si onoruri
- La 14 septembrie 2011 Bunicile din Plaza de Mayo au primit la Paris Premiul pentru pace Félix Houphouët-Boigny pentru activitatea lor de apărare a drepturilor omului.